# 猫人沃尔特
《猫人沃尔特》（英語：The Secret Lives of Waldo Kitty），是一部1970年代的美国动画片。

## 英文配音
- Howard Morris（英语：Howard Morris）：猫人沃尔特（Waldo）
- Jane Webb（英语：Jane Webb）：菲利西亚（Felicia）
- Allan Melvin（英语：Allan Melvin）：泰隆（Tyrone）

## 职员表
- 制片：Lou Scheimer, Norm Prescott
- 编剧：Bill Danch, Jim Ryan
- 创意导演：Don Christensen
- 动画导演：Rudy Larriva, Bill Reed, Lou Zukor

### 译制工作人员
北京电视台版本
- 翻译：匡晓临
- 导演：王承廉
- 录音：李坚
- 译制演员：陈邑、张惠君、王江、高阳、刘燕、闫勇刚
- 监制：陈虎、刘之毅
- 北京电视台译制　1988年9月

上海电视台版本
- 翻译：隆伟锋、林琳
- 导演：周志强
- 录音：鲁兰成
- 制片：张毅
- 配音演员：齐杰、王羊、李智伟、张伟、周志强、张毅、宁尚
- 华信传媒有限公司供片
- 上海電視台譯製部译制